# Oko cyklonu

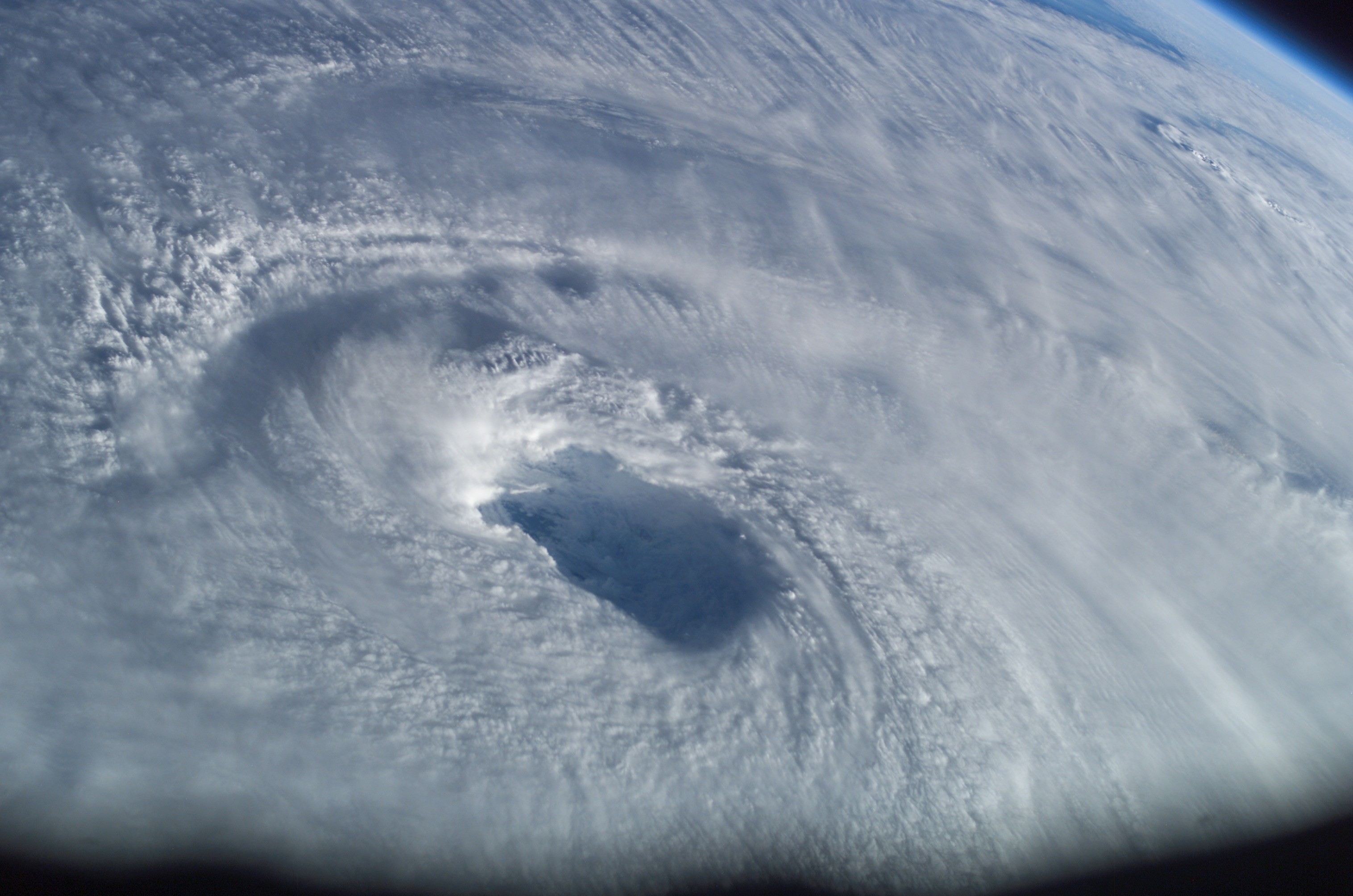
Oko cyklonu – huragan Isabel, wrzesień 2003

Oko cyklonu – centralny obszar cyklonu tropikalnego.
W oku cyklonu wiatr jest słaby lub wręcz cichnie. Brak na tym obszarze również opadów, występuje tu natomiast podwyższona temperatura i bardzo niskie ciśnienie (poniżej 960 hPa). Na jego obszarze niebo jest prawie bezchmurne. Dookoła oka cyklonu, dzięki bardzo silnemu prądowi wstępującemu, rozbudowują się pionowo ogromnych rozmiarów chmury kłębiaste. Otaczają one oko zwartą strefą, w której występują burze i gwałtowne ulewy. Strefy z intensywnymi opadami i burzami układają się koncentrycznie wokół oka i oddzielone są od siebie obszarami o niewielkich opadach. W miarę oddalania się od oka cyklonu intensywność opadów maleje.
Oko cyklonu może mieć średnicę od 20 do 50 kilometrów.